# John Boyd (homme politique)
Pour les articles homonymes, voir John Boyd et Boyd.
John Boyd (1826-1893) était un homme d'affaires et un homme politique canadien qui a été lieutenant-gouverneur du Nouveau-Brunswick.

## Biographie
John Boyd est né le 28 septembre 1826 à Magherafelt, en Irlande du Nord, dans une famille protestante. Le jeune Boyd émigre au Nouveau-Brunswick en 1833 et travaille dans une entreprise d'import-export de Saint-Jean dont il gravit les échelons peu à peu, jusqu'à devenir associé en 1854.

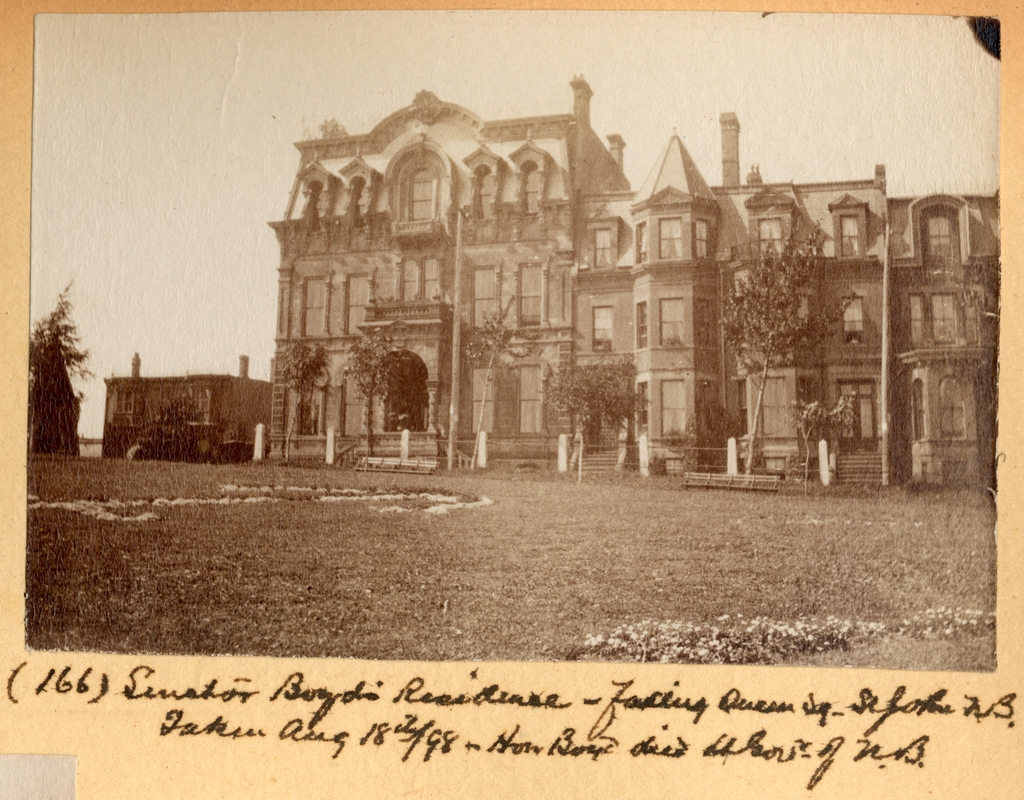
Résidence de John Boyd, Saint-Jean, 1898

Parallèlement à ses activités professionnelles, Boyd, qui excelle dans l'art oratoire, devient un conférencier très reconnu et ses conférences sont régulièrement reproduites dans les journaux de l'époque. C'est à cette occasion qu'il rencontre Samuel Leonard Tilley, futur premier ministre de la province, avec qui il se lie d'amitié et dont il devient le directeur de campagne et le porte-parole.
Politiquement, Boyd était un partisan de la Confédération et, de par ses origines protestantes, était un partisan du Common Schools Act, réforme du système de l'éducation néo-brunswickois, combattue par les Acadiens et les Irlandais catholiques.
Sa proximité avec Tiller lui valut d'être nommé sénateur le 11 février 1880, puis lieutenant-gouverneur le 21 septembre 1893, fonction qu'il occupera jusqu'à sa mort, le 4 décembre 1893.